# Riksdagen
Riksdagen er Sveriges parlament og har 349 medlemmer med Sveriges riksdags talman som formand. Riksdagen er beliggende i Riksdagshuset på Helgeandsholmen i Stockholm. Rigsdagen bestod med Andra kammaren i perioden 1867 til 1970 af to kamre. I dag har den et kammer.
På svensk (det ene af Finlands officielle sprog) hedder det finske parlament også Riksdagen – det finske navn er Eduskunta.

## Riksdagsvalget 2014
Den svenske rigsdags mandatfordeling er efter valget i september 2014 blev  som følger:
| × | Blok                 | Mandater | Procent |
| - | -------------------- | -------- | ------- |
| 1 | Alliance for Sverige | 141      | 39,4%   |
| 2 | De rødgrønne         | 159      | 43,6%   |
| 3 | Sverigedemokraterne  | 49       | 12,9%   |

De rødgrønne blev dermed den største gruppe, uden dog at have absolut flertal. Tungen på vægtskålen var Sverigedemokraterna, som ingen af de to store blokke dog ville samarbejde med. Den tiltrædende statsminister, Stefan Löfven, dannede regering med Miljöpartiet med Vänsterpartiet som parlamentatrisk grundlag.